# The Daughter of Rosie O'Grady
The Daughter of Rosie O'Grady (prt: A Filha de Rosie O'Grady; bra: Vocação Proibida) é um filme estadunidense de 1950, do gênero comédia musical, dirigido por David Butler e estrelado por June Haver e Gordon MacRae. 
A trama foca principalmente na vida de artistas musicais em Nova York nos anos finais do século XIX. A maioria das músicas foi escrita para o filme, mas "Rose of Tralee", e a canção "The Daughter of Rosie O'Grady", de 1917.

## Elenco
- June Haver como Patricia O'Grady
- Gordon MacRae como Tony Pastor
- James Barton como Dennis O'Grady
- Gene Nelson como Doug Martin
- S. Z. Sakall como Miklos "Mike" Teretzky
- Sean McClory como James Moore
- Debbie Reynolds como Maureen O'Grady
- Marcia Mae Jones como Katie O'Grady
- Jane Darwell como Sra. Murphy

## Produção
O filme estava em pré-produção há anos antes de seu lançamento com o título provisório de A Night at Tony Pastor's. Um artigo de 1942 anunciou que George Raft iria interpretar o papel principal.

## Recepção
Os críticos concordaram que o enredo não é muito inspirado, mas alguns deram uma opinião favorável sobre os números musicais. Bosley Crowther chamou-lhe "um filme musical padrão" com números musicais "tanto generosos e agradáveis.", mas uma trama que foi "não apenas falsa, mas feito com fórmulas". A Variety chamou-lhe de "outro daqueles musicais familiarizados. Tem charme, algum humor, boa música e bom ritmo para satisfazer todas as exigências do mercado em geral." O Harrison's Reports chamou de "consistentemente divertido", apesar de uma "história comum." O Monthly Film Bulletin criticou o filme por "músicas indiferentes e direção lenta", bem como uma trama "não original", com os "únicos momentos brilhantes" vindos de Gene Nelson.